# Nueva Nursia
Nueva Nursia (oficialmente en inglés New Norcia) es una ciudad de Australia Occidental, situada aproximadamente a 130 kilómetros de Perth (a una distancia de una hora en coche a lo largo de la Great Northern Highway), la única ciudad monástica en Australia. Debe su nombre a la localidad italiana de Nursia (Norcia en italiano e inglés), por ser el lugar de nacimiento de san Benito de Nursia, fundador de la orden benedictina. Existe una comunidad hispanohablante.
Situada en el condado de Victoria Plains, Nueva Nursia fue fundada para la evangelización de los aborígenes australianos de la zona por los monjes benedictinos españoles Rosendo Salvado y José Serra en 1846, y se desarrolló a partir de 1849 con la implicación de la reina de España Isabel II.

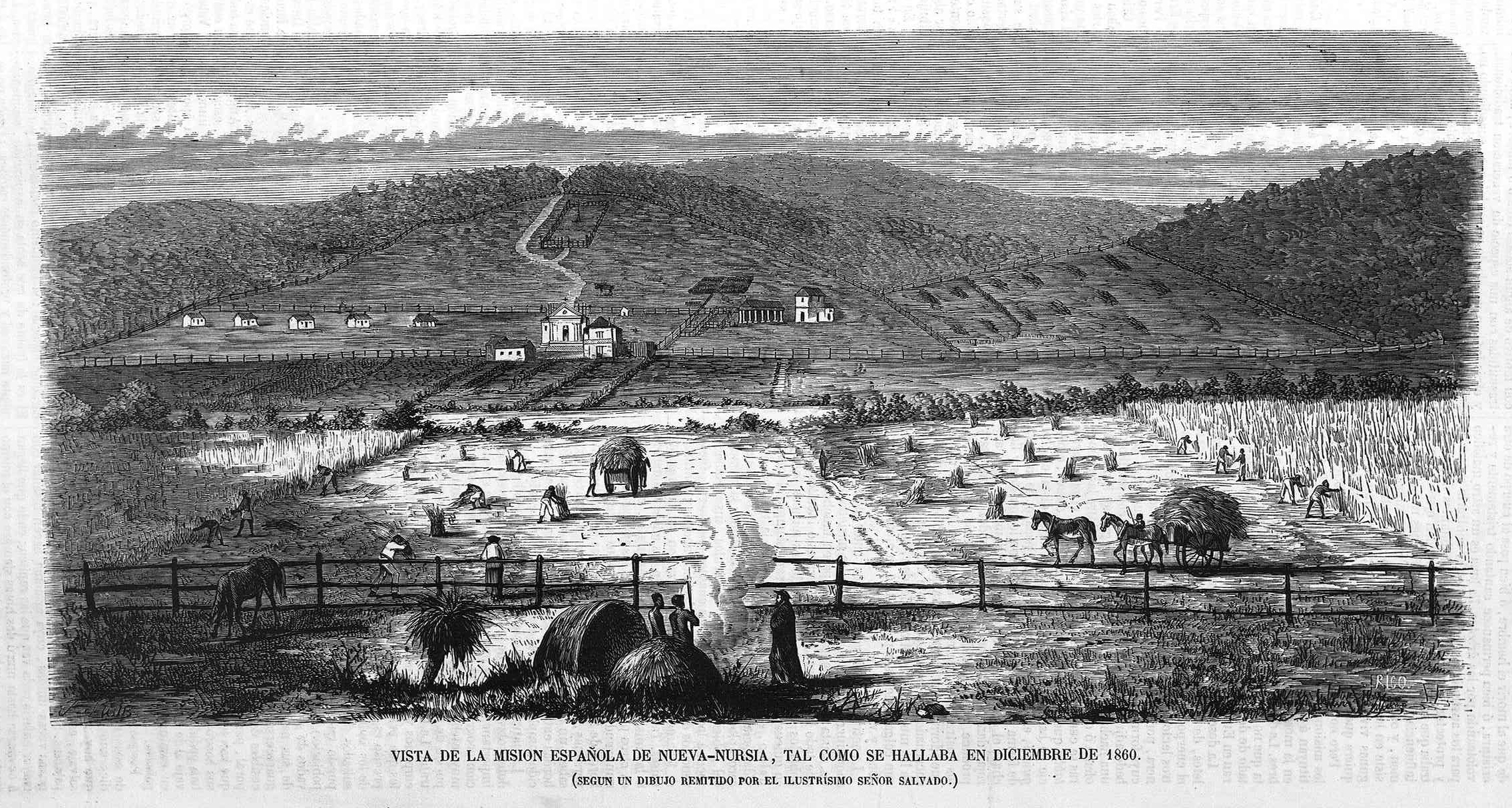
Misión española de Nueva-Nursia en 1860 (El Museo Universal)

Se trata de una importante localidad turística, centrada principalmente en su arquitectura española. Entre los lugares de interés turístico destacan los dos viejos internados - St Ildephonsus y St Gertrude (ahora usado como alojamiento), una pequeña iglesia que contiene la tumba del obispo Rosendo Salvado, fundador del monasterio, un viejo molino, una antigua prensa de vino, el hotel, y por supuesto el monasterio en sí mismo. Hay también un museo que contiene trabajos de muchos artistas australianos, y que tiene una exposición mostrando la historia del área. Lo más relevante del museo es una pintura de Rafael.
Nueva Nursia es también famosa en Australia Occidental por su pan y bollería, cocidos en el horno del monasterio cada mañana. La abadía también opera una panadería en Perth.
En la ciudad existe una estación de seguimiento del espacio profundo de la Agencia Espacial Europea: la estación de Nueva Norcia.